# Заболотье (Черновицкая область)
Заболотье (укр. Заболоття) — село в Сторожинецкой городской общине Черновицкого района Черновицкой области Украины.
Население по переписи 2001 года составляло 726 человек. Почтовый индекс — 59045. Телефонный код — 3735. Код КОАТУУ — 7324587502.

## История
В 1946 г. Указом ПВС УССР хутор Панка-Забагна переименован в Заболотье.
До 2020 года входило в Сторожинецкий район